# Nedostatek fosforu u rostlin

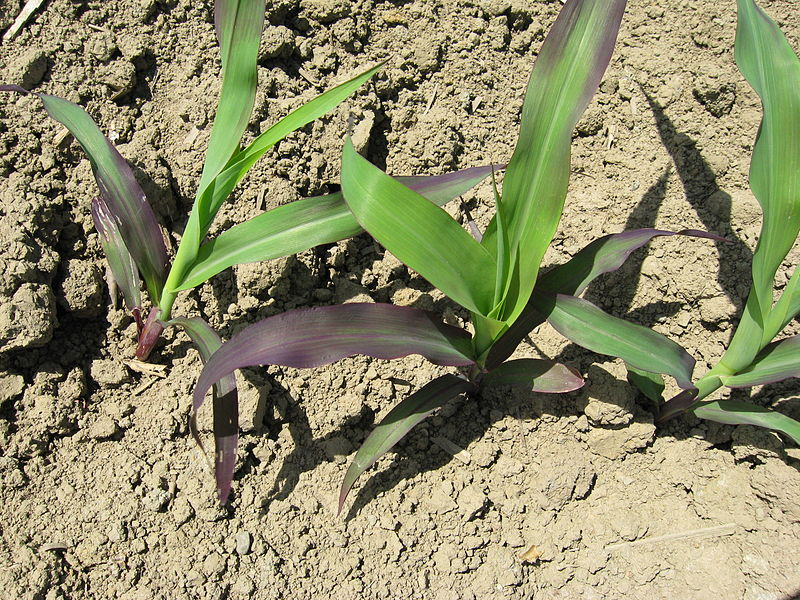
Nedostatek fosforu u kukuřice.

Nedostatek fosforu u rostlin je vážnou poruchou výživy rostlin. Jde o fyziologickou poruchu. Projevuje se slabým růstem rostlin, zpomaluje se růst nadzemních orgánů rostliny, zpožďuje se vývoj pupenů, plody a květy předčasně opadávají a nedostatek fosforu nepříznivě působí i kořeny. Listy jsou malé a starší postupně odumírají. Fosfor je v půdě vázán, je výrazně málo pohyblivým prvkem v půdě, příjem fosforu rostlinou může být ale výrazně omezen vlivem antagonistických prvků nebo celkově nedostatkem výživy.

## Výskyt
Nedostatek fosforu se obvykle projevuje na kyselých, jílovitých a vápenatých půdách, na půdách chudých a vymývaných dešti. Dočasnou nedostupnost může způsobit chladné počasí a sucho. Nedostatek fosforu se vzhledem k jeho vysoké reutilizační schopnosti projevuje u rostlin méně často a většinou se jedná o tzv. latentní deficienci, kdy na rostlinách nejsou zřetelné žádné zjevné příznaky nedostatku této živiny, ale její obsah v rostlinách je nízký, takže nemohou probíhat všechny biochemické funkce na potřebné úrovni.

## Symptomy
Příznakem nedostatečného příjmu fosforu je zpomalený růst stonků a kořenů, tvorba menších a protáhlejších listů s kratšími řapíky, opožděné rašení, kvetení a dozrávání a zvláště nedostatečná tvorba a vývin plodů. Listy se při nedostatku fosforu barví do červených až fialových odstínů (především stonky, listová žilnatina a spodní strana listů). Pokud klesne koncentrace fosforu výrazně pod optimální hodnotu může docházet k hyperchlorofylaci listu, což je provázeno černofialovým zabarvením (způsobeným výšeným obsahem antokyanu), které z listů přechází na báze stonků (ječmen, kukuřice). Na nedostatek fosforu je náchylná především mrkev, hrách, fazol a rajčata.

## Mechanismus příjmu a využití
Rostliny fosfor přijímají v podobě aniontů jako H2PO4 nebo HPO4. Fosfor se
nachází v rostlinných jako složka nukleových kyselin, fosfolipidů, koenzymů NAD a NADP a adenozintrifosfátu (ATP). Fosfolipidy spolu s bílkovinami jsou důležitou složkou buněčných membrán. Fosfor se koncentruje zejména v meristematických zónách rostlin, kde se podílí na syntéze nukleových kyselin. Při nedostatku fosforu se jaderné dělení zpomalí nebo zastaví a omezuje
se tvorba plodů.

## Ochrana rostlin

### Prevence
Používat vydatně hnojení do zásoby, pomalurozpustnými hnojivy. Používat vyváženou výživu. Na ohrožených půdách je třeba aplikovat lehce rozpustná hnojiva na podzim a při předseťové přípravě. Na kyselých půdách je žádoucí upravit pH vápněním.
Vymývání fosforu z půd souvisí se špatnou agrotechnikou, erozí a může se vyskytovat i v ČR. Vhodná agrotechnika, promyšlené osevní postupy chránící půdu v rizikovém období mohou omezit nejen ztráty živin, ale i znečištění vodních zdrojů. Doplňování fosforu hnojením je důležitou součástí péče o zemědělskou půdu.

### Ošetření při výskytu
Běžné hnojení fosforečnými hnojivy na půdu je neúčinné, protože dodaný fosfor není pohyblivý a nepronikne ke kořenům rostlin. Také listové hnojení nezaručuje dobrý úspěch vzhledem k tomu, že fosfor pomalu proniká povrchem rostlin. Jestliže je příčinou nedostatečného příjmu fosforu dlouho trvající sucho, je vhodným okamžitým a účinným opatřením závlaha.